# Batalha dos Cárpatos
A Campanha dos Cárpatos (Janeiro – Abril de 1915) foi uma série de batalhas travadas entre as forças austro-húngaras e alemãs contra o exército imperial russo durante a Primeira Guerra Mundial, nos montes Cárpatos, na fronteira oriental do Império Austro-Húngaro. O objetivo principal das Potências Centrais era romper o cerco russo à fortaleza de Przemyśl e recuperar territórios perdidos na Galícia. A campanha, marcada por combates extremamente difíceis em condições climáticas rigorosas de inverno, resultou em pesadas baixas para ambos os lados. Embora os austro-húngaros e alemães tenham conseguido aliviar temporariamente a pressão sobre Przemyśl e avançar em algumas áreas, os russos mantiveram posições estratégicas, prolongando o conflito na região. A campanha destacou a brutalidade da guerra de montanha e a incapacidade das Potências Centrais de obter uma vitória decisiva na Frente Oriental naquele ano.